# Ceguera vegetal

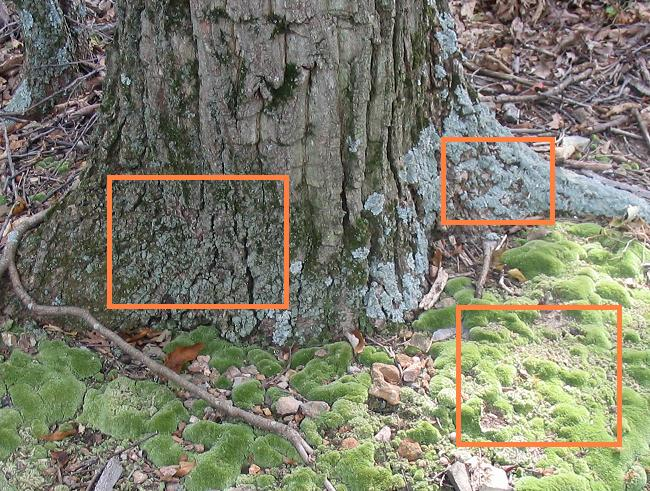
Dos diferentes tipos de musgos (y un liquen, en la caja más pequeña) rodean un tronco de árbol.

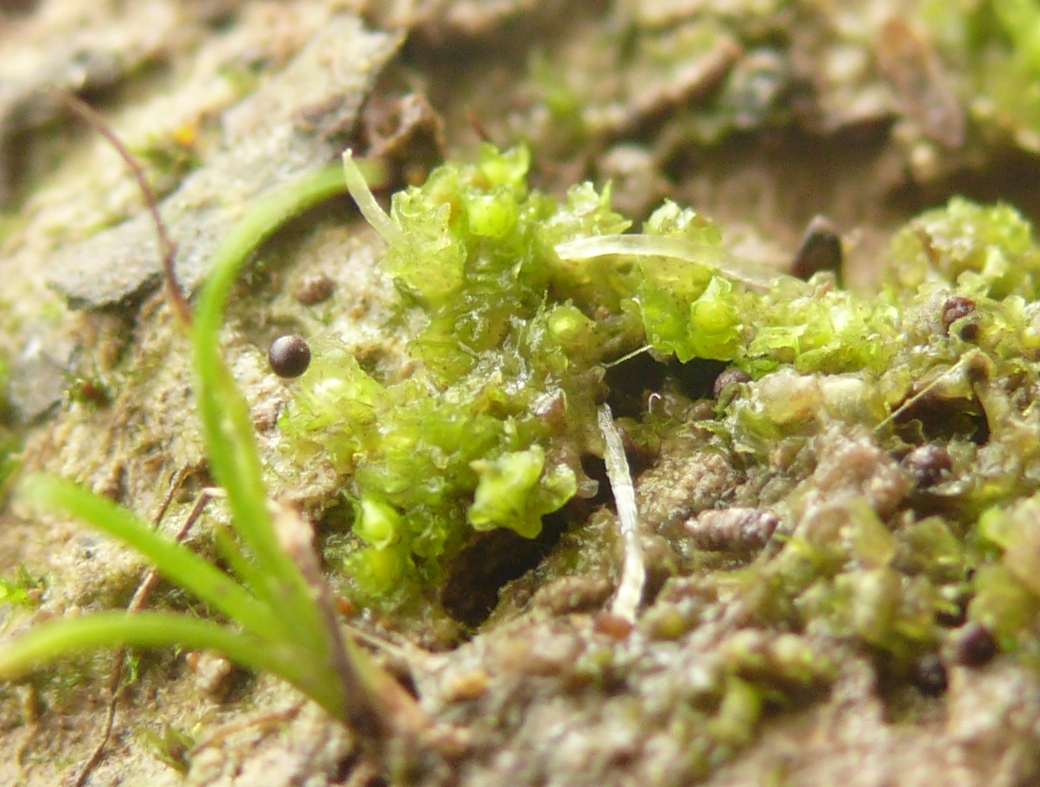
Fossombronia. Las hepáticas están consideradas como las plantas terrestres más primitivas.

La ceguera vegetal o ceguera a las plantas es una forma de sesgo cognitivo propuesta informalmente, que en su sentido más amplio es una tendencia humana a ignorar las especies de plantas. Esto incluye fenómenos tales como no darse cuenta de las plantas en el entorno circundante, no reconocer la importancia de la vida vegetal para toda la biosfera y para los asuntos humanos, una visión filosófica de las plantas como una forma de vida inferior a los animales y/o la incapacidad de apreciar características o estética únicas de las plantas. Los términos relacionados incluyen negligencia vegetal, zoocentrismo y zoochovinismo.
El término fue acuñado por los botánicos y profesores de biología J. H. Wandersee y E. E. Schussler en su publicación de 1999 'Preventing Plant Blindness'. Los científicos han sugerido que la razón por la que algunas personas no notan las plantas es porque las plantas son estacionarias y tienen un color similar, aunque otras investigaciones han sugerido que la ceguera de las plantas se ve afectada por las prácticas culturales. Un estudio estadounidense analizó cómo se perciben las plantas y los animales mediante el "parpadeo de atención" (la capacidad de notar una de dos imágenes presentadas rápidamente). El estudio demostró que los participantes eran más precisos al detectar animales en imágenes que plantas. Los investigadores también sugirieron posibles estrategias para caracterizar y superar el zoocentrismo.
Según la periodista de la BBC Christine Ro, la ceguera de las plantas está potencialmente relacionada con el trastorno por déficit de naturaleza, que ella interpreta que está causando lo que, según ella, es una reducción de los fondos y menos clases de botánica.

## Causas
Se han sugerido dos vías principales a través de las cuales ha surgido la ceguera de las plantas: la naturaleza humana y la cultura. 

### La naturaleza humana
El primero, la naturaleza humana, abarca la idea de que la química del cerebro humano y los sistemas de procesamiento visual están inherentemente predispuestos a ignorar las plantas en el medio ambiente. Los estudios han demostrado que los sistemas visuales humanos no pueden procesar de manera efectiva toda la información que se ve. Por lo tanto, las investigaciones sugieren que se dé prioridad a los colores variables, el movimiento y los objetos familiares para detectar de manera más efectiva amenazas y posibles fuentes de alimentos. Dado que las plantas no suelen cumplir con este criterio, muchos científicos creen que el cerebro humano tiende a no procesar completamente su presencia visual. Además, se ha demostrado que los primates tienen preferencia por los organismos que se comportan de manera similar a su propia especie. Como las plantas se comportan de manera muy diferente a los humanos, esto también sugiere que existe un componente intrínseco a la ceguera de las plantas.

### Cultura
También se ha demostrado que la cultura desempeña un papel importante en el establecimiento de la ceguera vegetal en una sociedad. Muchos creen que la evidencia de esto se encuentra en el menor nivel de ceguera vegetal en ciertas comunidades. Por ejemplo, en ciertas comunidades indias e indígenas, las plantas son muy valoradas por su papel en la religión, la medicina y la mitología. En sociedades donde prevalece la ceguera de las plantas, se considera que varios mecanismos culturales contribuyen al fenómeno. La educación zoocéntrica se considera una de las causas principales. En Estados Unidos, los libros de texto de biología de secundaria dedican sólo el 15% de su contenido a las plantas. En muchas sociedades, no se cree que haya una comprensión integral entre los ciudadanos de la complejidad detrás de los comportamientos, reacciones y movimientos de las plantas. El malentendido generalizado de la evolución como un mecanismo lineal donde los humanos están más evolucionados y las plantas están menos evolucionadas, en lugar de como un proceso complejo y no jerárquico, también puede cultivar la ceguera de las plantas. La ceguera de las plantas también se atribuye parcialmente al aumento de la urbanización, que ha llevado a un trastorno por déficit de naturaleza y a la disminución de la importancia de las funciones de las plantas en la vida cotidiana. Finalmente, el concepto de que los animales son más importantes que las plantas se refuerza a través de la sobrerrepresentación cultural de los animales, como en las mascotas.

## Efectos potenciales
Existen varias preocupaciones con respecto a los efectos potenciales de la ceguera de las plantas. En particular, la ceguera de las plantas puede llevar a que haya menos fondos disponibles para los esfuerzos de conservación de las plantas. Las plantas representan el 57% de la lista de especies en peligro de extinción, mientras que sólo se les asigna el 3,86% de la financiación para especies en peligro de extinción.
También se cree que la ceguera de las plantas ha provocado un déficit en la investigación y la educación en ciencias de las plantas. La investigación en ciencias vegetales ha sido desfinanciada, el interés en las especialidades de botánica ha disminuido y los cursos de biología vegetal han finalizado en los últimos años. Sin embargo, se cree que esta investigación sobre plantas es fundamental para el avance medicinal y agrícola.

## Esfuerzos para combatir la ceguera de las plantas
Se han propuesto varios métodos para combatir la ceguera de las plantas y se están realizando esfuerzos. La campaña más destacada que aborda este tema se llama Prevent Plant Blindness y fue creada por Wandersee y Schussler, los investigadores que acuñaron este término. Esta campaña utiliza tres tipos principales de promoción: un cartel en el aula que se distribuyó a 20.000 maestros y recibió el respaldo de la Sociedad Botánica de América, un libro infantil ilustrado y misterioso sobre una planta, titulado ¡Planta perdida!, y la promoción de la educación sobre el cultivo de plantas. incluidos los huertos escolares.
También se han propuesto varias otras sugerencias para abordar el componente cultural de la ceguera de las plantas. Las investigaciones han demostrado que las actividades creativas que involucran plantas, como la narración de cuentos, el arte y los juegos de roles, pueden ayudar a fortalecer las relaciones de los niños con las plantas. También se ha fomentado el aumento de la representación de las plantas en los libros de texto de educación científica, específicamente en los de biología de la escuela secundaria. Crear conciencia sobre la ceguera de las plantas puede ayudar a reducirla, ya que se cree que el primer paso para reducir los sesgos es reconocerlos. Los proyectos de ciencia ciudadana que involucran plantas, como TreeVersity, intentan ayudar a los no botánicos a ver las plantas de maneras más variables y frecuentes. La representación de plantas en el arte y en personajes ficticios, como Groot, se considera parte de la solución, además de garantizar que la educación vegetal emplee las mejores prácticas. En particular, se ha sugerido que la educación vegetal debería emplear principios constructivistas, aprendizaje activo e instrucción multimedia. Finalmente, los activistas de las plantas sugieren que los humanos deberían ser considerados parte del sistema natural, en lugar de estar fuera y por encima de él.

## Desacuerdo sobre el término
Algunos no están de acuerdo con el uso de este término, afirmando que el prejuicio humano contra grupos de especies se extiende a todos los organismos sin columna vertebral y sin ojos humanos. Gran parte de la biodiversidad de la Tierra se encuentra en insectos, como los escarabajos, pero pocos insectos están representados en la educación biológica y en los medios de comunicación. Por lo tanto, algunos sostienen que este fenómeno es más exactamente la tendencia de los humanos a ignorar todo excepto los vertebrados, no sólo las plantas.
Otros discrepan con el nombre del fenómeno, ya que consideran inapropiado el uso de una discapacidad, ceguera, como descriptor de un rasgo negativo y han sugerido el nombre Disparidad de conciencia de las plantas (PAD).